# Wurrugu
Wurrugu är ett utdött australiskt språk. Wurrugu talades i Norra territoriet i Australien. Wurrugu tillhörde de yiwaidjanska språken enligt Ethnologue.